# Batalla de las Guásimas (1898)
La batalla de Las Guásimas fue el primer choque de armas verdadero en la campaña cubana de la guerra hispano-estadounidense, fue una sangrienta escaramuza indecisa que terminó en favor de  nigun bando 24 de junio de 1898.

## Trasfondo
Tras haber luchado en una escaramuza contra fuerzas de desembarco en Siboney, un contingente español retrocedió hasta las posiciones atrincheradas de Las Guásimas. Con dificultad, la incursión fue rechazada.
La tarea para expulsar al contingente atrincherado fue asignada al antiguo oficial de caballería confederada Joseph Wheeler. Este estaba al mando de la 1ª Unidad de Voluntarios de Caballería, también llamados "Rough Riders", de la 1ª Unidad de regulares de Caballería, compuesta por los famosos Buffalo Soldiers.

## Batalla
La batalla comenzó con una andanada de la artillería estadounidense. La infantería española respondió con fuego de fusil a las tropas estadounidenses que ya habían iniciado el avance. Las tropas estadounidenses entraron en una situación de confusión al no poder localizar a las tropas españolas. Éstas, aun teniendo uniforme blanco, eran difíciles de localizar porque el fusil usado por los españoles, el Mauser Modelo 1893 (llamado "Mauser español"), disparaba cartuchos con pólvora sin humo. El intercambio de fuego fue de escaso éxito para ambos bandos por las pocas bajas causadas.
El intercambio de fuego duró hasta que los oficiales españoles creyeron que ya habían producido suficientes bajas en el bando contrario. Al rato abandonaron la posición en la ya planeada retirada en dirección a Santiago de Cuba.
Las bajas estadounidenses, entre fallecidos y heridos, fueron alrededor de dos tercios del total de los ocurridos en la batalla.

## Después del combate
Las fuerzas norteamericanas ocuparon Las Guásimas durante un breve tiempo previniendo un contraataque que jamás llegó. Encontrando la posición de mínima importancia estratégica, abandonaron esta, llevándose a muertos y heridos.

## Película
El enfrentamiento aparece en la película Rough Riders en la que se narra la historia de Theodore Roosevelt. En la película, sin embargo, se muestra como un éxito estadounidense.